# كيفن ديلون
كيفن ديلون (بالإنجليزية: Kevin Dillon)‏ مواليد 19 أغسطس 1965 في مامارونيك، الولايات المتحدة، هو ممثل أمريكي بدأ مسيرته الفنية سنة 1983.

## الأعمال

### أفلام
- ذا دلتا فورس (1986)
- فصيلة (1986) (بدور: بوني)
- بوسيدون (2006)
- فندق للكلاب (2009)
- على الخط (2022)

### مسلسلات
- إن واي بي دي بلو (1998)
- 24 (2003) (بدور: لوني مكراي)
- أنتوراج (2004)
- عائلة سيمبسون (2011)

## روابط خارجية
- كيفن ديلون على موقع IMDb (الإنجليزية)
- كيفن ديلون على موقع ألو سيني (الفرنسية)
- كيفن ديلون على موقع تيرنر كلاسيك موفيز (الإنجليزية)
- كيفن ديلون على موقع أول موفي (الإنجليزية)
- كيفن ديلون على موقع قاعدة بيانات الأفلام السويدية (السويدية)
- كيفن ديلون على موقع إن إن دي بي (الإنجليزية)
- كيفن ديلون على موقع قاعدة بيانات الفيلم (الإنجليزية)
- كيفن ديلون على موقع كينوبويسك (الروسية)